# Oreopteris
Oreopteris este un gen de plante din familia Aspleniaceae.